# Thymbra
Thymbra  L., 1753 è un genere di piante annuale o perenne della famiglia delle Lamiaceae, indigene del Mediterraneo meridionale e orientale. sono presenti anche nel sud italia.

## Tassonomia
Comprende le seguenti specie:
- Thymbra calostachya (Rech.f.) Rech.f. - endemica di Creta[3]
- Thymbra capitata (L.) Cav. - ampiamente diffusa nel bacino del Mediterraneo[4]
- Thymbra sintenisii Bornm. & Azn. - endemica della Turchia[5]
- Thymbra spicata L. - diffusa in Grecia, Turchia e Medio oriente[6]

## Usi
Thymbra spicata, nota come Za'atar, costituisce l'ingrediente principale del miscuglio di erbe, semi di sesamo e sumac che si conosce con lo stesso nome.
i thymbra sono buone piante mellifere e sono molto bottinate dalle api e si può ricavare il pregiato miele di timo, però essendo poco comuni la produzione è localizzata ad alcune aree, come i simili thymus.